# Ayin
La ayin o ayn és la setzena lletra de molts abjads (alfabets) semítics, incloent ʕain 𐤏 en fenici, ʕē ܥ en siríac, ʕain ע en hebreu, ʕayn ع en àrab i ʕäyn ዐ en amhàric.
La ayin està present en Unicode com a U+05E2 ע hebrew letter ayin.
En fonètica la ayin representa el so /ʕ/. En hebreu israelià parlat aquest so no es pronuncia.
Originalment en la llengua fenícia aquest so [ʕ] estava present, però en idioma neopúnic aquest fonema [ʕ] va deixar de pronunciar-se i aquesta lletra s'utilitzà com a mater lectionis per indicar qualsevol vocal, especialment [e] i [a]. Els fonemes del protosemític septentrional ʕ i ġ es fusionaren en fenici en ʕ.

## Origen
El nom d'aquesta lletra (ʕayn) vol dir «ull» i segueix conservant aquest significat en moltes llengües semítiques: hebreu עין, «ʿayin»; àrab عين, «ʿayn»; siríac ܥܝܢܐ, «ʿaynā»; accadi «īnu»; gueez ዐይን, «ʿayn»; maltès «għajn»). La lletra fenícia 𐤏 (ʕayn) deriva d'un dels jeroglífics egipcis que representa ull.
La lletra fenícia ʕayn 𐤏 va donar lloc a l'òmicron (Ο) grega, la O llatina i la О ciríl·lica.
| egipci | protosinaític | fenici |
| ------ | ------------- | ------ |
| 𓁹      |               | 𐤏      |

## Alfabet àrab
En alfabet àrab aquesta lletra es diu عين ['ʕajn] (ʕayn). És divuitena lletra de l'alfabet àrab (setzena, amb un valor numèric de 70 en l'ordre abjadí). És una lletra lunar. Prové, per via dels alfabets nabateu i arameu, de la lletra fenícia ʕain.
| fenici | arameu | siríac | nabateu | àrab |
| ------ | ------ | ------ | ------- | ---- |
| 𐤏      | 𐡏      | ܥ      |         | ع    |

Representa el so consonàntic faringeal /ʕ/.
En notació matemàtica moderna, té la mateixa utilitat que la {\displaystyle z} a occident.
| Aïllada | Final | Medial | Inicial |
| ع       | ـع    | ـعـ    | عـ      |

La ʿayn es lliga a la següent lletra de la paraula. També ho fa amb la precedent, sempre que aquesta no sigui àlif, dāl, ḏāl, rā, zāy o wāw, que mai no es lliguen a la lletra posterior.

### Representació, transcripció i transliteració
A la Viquipèdia existeix una proposta de directriu, vegeu-la per a les diferents maneres de transcriure i transliterar ʿayn.
Al SATTS, ʿayn es transcriu com a ʿ o ‘. En l'alfabet de xat àrab, s'usa 3.
A la representació Unicode, ʿayn ocupa el punt U+0639 amb el nom ARABIC LETTER AIN.
A la codificació ISO 8859-6, el punt 0xd9.
Com a entitat HTML, es codifica com a &#1593;

### Variants
La ġayn, ﻍ, tot i formar part de l'alfabet àrab bàsic, es pot considerar una variant de la ʿayn, per ser una de les sis lletres que es van afegir a part de les vint-i-dues heretades de l'alfabet fenici.
En l'alfabet jawi existeix un símbol com la ʿayn amb tres punts a sobre, ڠ, per a representar la nasal velar /ŋ/.
En xiao'erjing el mateix símbol pot representar diferents sons segons la llengua que transcrigui.

## Alfabet hebreu
En hebreu s'escriu com a ע, nom complet en hebreu és עַיִן i transcrit com a Ain.
| Variants | Variants   | Variants |
| Quadrada | Manuscrita | Raixí    |
| -------- | ---------- | -------- |
| ע        | Manuscrita | Raixí    |

La lletra ע o ain és la setzena lletra de l'alfabet hebreu. També pren el valor numèric de setanta. Prové, per via de l'alfabet arameu de la lletra fenícia ain.

### Pronunciació
En un principi la ain representava el so /ʕ/, però hebreu israelià modern deixà de pronunciar-se de manera que actualment aquest grafema no indica cap fonema consonantic.

### Simbolisme
En el llenguatge simbòlic la ain vol dir visió i visió interna, vol dir ull, que revela a l'home més que els altres sentits, també significa una font com la que porta les aigües de les profunditats fosques a la llum del dia. Ain és el reflex de l'Univers, l'òrgan de la visió, representa la totalitat de l'ésser humà, reflecteix la seva essència, representa la personalitat de l'home. Ain també representa consciència espiritual. Ain és igual a 70 que denota espiritualitat. L'espiritualitat té 70 facetes. Déu té 70 noms, Torà és igual a 70 noms, Israel és igual a 70 noms i 70 van ser les ànimes originàries del poble hebreu. 70 són també les nacions del món descrites en la Torà.
En l'escriptura tradicional de la Torà la ain està formada per una iod i una zain que juntes sumen 27 que equival a bé. Significa també l'"ull de Déu".
La ain està construïda per una waw i una zain sobre un fonament. La construcció d'aquesta lletra es basa en una zain a l'esquerra i a la seva dreta una waw que s'estén com un peu perllongat cap a l'esquerra per donar-li suport a la zain. En l'Escriptura Sagrada la part superior de la zain està coronada per tres "tagín" (corones).

## Alfabet siríac
| Madnḫaya | Serṭo | Esṭrangela | Unicode |
| -------- | ----- | ---------- | ------- |
|          |       |            | ܥ       |
| ʕĒ       | E     | ʕĒ         | ʕĒ      |

En alfabet siríac, la setzena lletra és ܥ (en siríac clàssic: ܥܐ - ʕē). El valor numèric de la ʕē és 70. Prové, per via de l'alfabet arameu de la lletra fenícia ʕain.

### Fonètica
Representa el so /ʕ/.

## Alfabet amhàric
En alfabet amhàric aquesta lletra es diu ዐይን (ʕäyn). És la setzena lletra de l'alfabet amhàric. El seu valor numèric és 70. Per representar el nombre 4 es fa servir aquesta lletra - ፬, ja que la lletra "ʕäyn" és l'homòglif de la lletra copta dalda, i per tant, en la tradició etíop el nombre 70 s'escriu mitjançant la síl·laba "ro" - ፸. ʕÄyn prové, per via de l'alfabet sud-aràbic del jeroglífic egipci D4.
| D4 | ʕÄyn | ʕAin |
| -- | ---- | ---- |
| 𓁹  | 𐩲    | ዐ    |

ʕÄyn representa el so /ʕ/.

### Ús
L'alfabet amhàric és una abugida on cada símbol correspon a una combinació vocal + consonant, és a dir, hi ha un símbol bàsic al qual s'afegeixen símbols per marcar la vocal. Les modificacions de la ዐ (ʕäyn) són les següents:
| ʕä [ʕə] | ʕu | ʕi | ʕa | ʕe | ʕə [ʕɨ], ∅ | ʕo |
| ------- | -- | -- | -- | -- | ---------- | -- |
| ዐ       | ዑ  | ዒ  | ዓ  | ዔ  | ዕ          | ዖ  |

## Jeroglífic egipci
Quan aquest jeroglífic és un fonograma es pronuncia com a [ˁ]. En canvi quan és un ideograma, representa un braç (Gardiner D37).

## En altres alfabets
| Arameu     | Siríac  | Samarità | Ugarític | Fenici |
| ---------- | ------- | -------- | -------- | ------ |
| 𐡏          | ܥ       | ࠏ        | 𐎓        | 𐤏      |
| Sud-aràbic | Amhàric | Àrab     | Hebreu   |        |
| 𐩲          | ዐ       | ع        | ע        |        |